# Nora Astorga
Nora Josefina Astorga Gadea de Jenkins (Manágua, 10 de dezembro de 1949 - 14 de fevereiro de 1988) foi uma política e diplomata nicaraguense.
Foi guerrilheira da Frente Sul da insurreição sandinista contra a ditadura da família Somoza. Após o triunfo da Revolução Popular Sandinista em 1979, atuou como advogada, juíza, política e embaixadora da Nicarágua nos Estados Unidos e, posteriormente, nas Nações Unidas. Ela foi a primeira sandinista de alto escalão a morrer naturalmente de mama câncer de mama e metástases pulmonares. Em julho de 1987, o governo revolucionário concedeu-lhe a mais alta condecoração: a Ordem Carlos Fonseca, desde então e até hoje ela é lembrada como uma heroína da guerra contra a ditadura militar.